# بانکرهیل، شهرستان آمادور، کالیفرنیا
بانکرهیل (به انگلیسی: Bunker Hill) یک منطقهٔ مسکونی در ایالات متحده آمریکا است که در شهرستان آمادور، کالیفرنیا واقع شده‌است. بانکرهیل ۲۸۵ متر بالاتر از سطح دریا واقع شده‌است.